# Onni Valakari
Onni Valakari (Motherwell, 18 augustus 1999) is een Fins voetballer die bij voorkeur als middenvelder speelt. Hij verruilde Tromsø IL in januari 2020 voor Paphos FC. Valakari debuteerde in 2020 in het Fins voetbalelftal.

## Achtergrond
Valakari is een zoon van de Fins oud-international Simo Valakari. Onni Valakari werd geboren in Motherwell, Schotland, waar zijn vader op dat moment voetbalde. Zijn broer Paavo is ook profvoetballer. Zij brachten hun jeugd door in Schotland, Engeland en de Verenigde Staten, door de voetbalcarrière van hun vader. Toen Simo eind 2006 tekende voor TPS Turku in de Finse competitie, verhuisde de familie Valakari weer terug naar Finland.

## Spelerscarrière
Valakari speelde in de jeugd bij SJK Akatemia, het tweede team van SJK Seinäjoki. Hij debuteerde in 2015 in het profvoetbal bij SJK Akatemia, uitkomend in de Finse derde divisie. In 2017 stapte hij transfervrij over naar TPS Turku, de club waar zijn vader zijn carrière eindigde. Na een korte verhuurperiode bij SaIPa werd Valakari een vaste waarde in het team dat in 2017 promotie naar de hoogste divisie, de Veikkausliiga, afdwong. Hij stond met tien doelpunten uit 29 wedstrijden bekend als een veelscorende middenvelder. Op 5 augustus 2018 tekende Valakari een contract bij het Noorse Tromsø IL, waar hij twee seizoenen voetbalde. In januari 2020 vertrok Valakari naar Paphos FC op Cyprus. In zijn eerste seizoen moest Valakari vooral optreden als invaller, maar in zijn tweede seizoen werd hij een vaste waarde voor zijn club, waardoor hij ook bij het nationaal team in beeld kwam.

## Interlandcarrière
Valakari speelde jeugdinterlands voor Finse elftallen. Valakari debuteerde op 11 november 2020 in het Fins voetbalelftal in een met 0–2 gewonnen vriendschappelijk duel in en tegen Frankrijk. Hij begon in de basis en maakte direct zijn eerste doelpunt voor de nationale ploeg: hij zette na een halfuur de 0–2 eindstand op het bord. Finland was op 0–1 gekomen door mede-debutant Marcus Forss. In de 75e minuut werd Valakari vervangen door Robert Taylor. Valakari werd door bondscoach Markku Kanerva meegenomen naar het uitgestelde EK 2020. Finland debuteerde op een eindtoernooi, maar bleef in de groepsfase steken. Valakari maakte geen minuten op het toernooi.
| Interlands van Onni Valakari voor Finland | Interlands van Onni Valakari voor Finland | Interlands van Onni Valakari voor Finland | Interlands van Onni Valakari voor Finland | Interlands van Onni Valakari voor Finland | Interlands van Onni Valakari voor Finland |
| No.                                       | Datum                                     | Wedstrijd                                 | Uitslag                                   | Competitie                                | Bijz.                                     |
| Als speler van Paphos FC                  | Als speler van Paphos FC                  | Als speler van Paphos FC                  | Als speler van Paphos FC                  | Als speler van Paphos FC                  | Als speler van Paphos FC                  |
| ----------------------------------------- | ----------------------------------------- | ----------------------------------------- | ----------------------------------------- | ----------------------------------------- | ----------------------------------------- |
| 1                                         | 11 november 2020                          | Frankrijk – Finland                       | 0 – 2                                     | Vriendschappelijk                         | Goal                                      |
| 2                                         | 18 november 2020                          | Wales – Finland                           | 3 – 1                                     | UEFA Nations League                       |                                           |
| 3                                         | 24 maart 2021                             | Finland – Bosnië en Herzegovina           | 2 – 2                                     | WK 2022 kwalificatie                      |                                           |
| 4                                         | 31 maart 2021                             | Zwitserland – Finland                     | 3 – 2                                     | Vriendschappelijk                         |                                           |
| 5                                         | 29 mei 2021                               | Zweden – Finland                          | 2 – 0                                     | Vriendschappelijk                         |                                           |
| 6                                         | 4 september 2021                          | Finland – Kazachstan                      | 1 – 0                                     | WK 2022 kwalificatie                      |                                           |
| 7                                         | 7 september 2021                          | Frankrijk – Finland                       | 2 – 0                                     | WK 2022 kwalificatie                      |                                           |
| 8                                         | 12 oktober 2021                           | Kazachstan – Finland                      | 0 – 2                                     | WK 2022 kwalificatie                      |                                           |
| 9                                         | 16 november 2021                          | Finland – Frankrijk                       | 0 – 2                                     | WK 2022 kwalificatie                      |                                           |
| 10                                        | 7 juni 2022                               | Finland – Montenegro                      | 2 – 0                                     | UEFA Nations League                       |                                           |
| 11                                        | 23 september 2022                         | Finland – Roemenië                        | 1 – 1                                     | UEFA Nations League                       |                                           |